# Port Louis
Port Louis (francosko Port-Louis) je glavno mesto Mavricija in s 148.160 prebivalci (po popisu 2012) največje mesto te otoške države v Indijskem oceanu. V upravni delitvi države ima status urbanega okrožja, z lastnim občinskim svetom, urbano območje pa se razteza tudi v sosednje okrožje Black River.
Mesto stoji ob globokem naravnem pristanišču ob severozahodni obali otoka, ki ga obkrožajo planine. Na račun pristanišča, ki je dostopno skozi presledek v koralnih grebenih pred obalo, je gospodarsko središče države, poleg uvoza in izvoza so gospodarsko pomembne dejavnosti tudi kemična in tekstilna industrija ter turizem; zaradi dobro razvitega gospodarstva je Port Louis eno najbogatejših mest v vsej Afriki. Do preostanka otoka ga povezujejo ceste. Prebivalci so večinoma potomci indijskih delavcev, ki so jih sem naselili britanski upravitelji v 19. stoletju, poleg njih pa živijo tu še večje skupnosti Afričanov in Kitajcev. Med znamenitostmi so utrdba (Citadel) iz leta 1838, ki dominira nad mestom, anglikanska in katoliška stolnica, prirodoslovni muzej ter poslopje urada za imigracijo Aapravasi Ghat. Slednje je bilo leta 2006 uvrščeno na seznam Unescove svetovne dediščine. 

## Zgodovina
Prvi so območje, kjer zdaj stoji Port Louis, naselili nizozemski pomorščaki in mu dali ime Noordt Wester Haven. V sedanji obliki so mesto leta 1736 ustanovili Francozi kot oskrbovalno postojanko za ladje na poti v Azijo in ga poimenovali po takratnem kralju Ludviku XV. Kasneje je bilo tudi točka za izvoz sladkorja, ki so ga na plantažah sladkornega trsa pridelovali sužnji z Madagaskarja. Kot strateško točko za nadzor nad Indijskim oceanom so ga med napoleonskimi vojnami zavzeli Britanci. Po ukinitvi suženjstva so sem naselili najemniške delavce iz Indije za delo na plantažah.
Konec 18. in vse 19. stoletje je mesto prizadela vrsta viharjev, požarov in epidemij. Pomen pristanišča se je bistveno zmanjšal po odprtju Sueškega prekopa leta 1869, ko je trgovska pot med Evropo in Azijo zaobšla Mavricij. Glavno mesto Mavricija je od osamosvojitve države izpod Združenega kraljestva leta 1968. Znova je imel nekdanjo vlogo med letoma 1967 in 1975, ko je bil zaradi konfliktov na Bližnjem vzhodu Sueški prekop zaprt. Takrat je bila izvedena večja modernizacija pristaniške infrastrukture. V 1990. letih je bil posodobljen še obalni predel, z vrsto turističnih objektov.

## Mednarodne povezave
Port Louis ima formalne povezave (pobratena/sestrska mesta oz. mesta-dvojčki) z naslednjimi mesti po svetu:
- Ahmedabad, Indija
- Doha, Katar
- Erlangen, Nemčija
- Foshan, Kitajska
- Franceville, Gabon
- Džaipur, Indija
- Karači, Pakistan
- La Possession, Réunion
- Le Port, Réunion
- Quebec City, Kanada
- Saint-Malo, Francija
- Surat, Indija